# Бюджетний контроль
Бюдже́тний контро́ль – різновид державного фінансового контролю, що здійснюється в бюджетному процесі та направлений на встановлення законності, достовірності, економічної ефективності діяльності учасників бюджетного регулювання та бюджетного процесу. За своєю сутністю бюджетний контроль являє собою систему заходів органів державної влади та органів місцевого самоврядування, спрямованих на забезпечення законності дій учасників бюджетного процесу під час складання, розгляду, затвердження, внесення змін, виконання бюджетів і звітування про їх виконання з використанням специфічних форм і методів їх організації.
Бюджетний контроль є останньою, заключною підсистемою бюджетного механізму. Він дає можливість встановити наскільки ефективно, раціонально, економно та законно використовувалися бюджетні кошти, чи були задіяні всі резерви стосовно наповнення дохідної частини бюджетів. Внаслідок виявлення зловживань держава може відшкодувати нанесені їй збитки. Одночасно за допомогою бюджетного контролю можна попередити порушення бюджетної дисципліни, нераціональне та нецільове спрямування бюджетних коштів. Будучи заключною підсистемою бюджетного механізму, бюджетний контроль обслуговує всі стадії бюджетного процесу, що надає йому універсального характеру управлінської діяльності. Бюджетний контроль є однією з функцій управління бюджетною системою.
Хоча бюджетний контроль тісно пов’язаний з фінансовим контролем, фактично є різновидом останнього, повністю підміняти та використовувати термін «фінансовий контроль» замість «бюджетний контроль», як інколи це можна побачити в науковій та навчальній літературі, не варто. Оскільки об’єкт, суб’єкти, завдання та методи бюджетного контролю є значно вужчими ніж аналогічні елементи фінансового контролю. Тому термін «бюджетний контроль» має повне право на самостійне існування та використання при характеристиці механізму функціонування бюджетної системи. Бюджетний контроль повинен використовуватись там і тоді, де функціонують бюджетні відносини. Головною метою бюджетного контролю є забезпечення законності бюджетної діяльності, тобто контроль за дотриманням бюджетного законодавства всіма учасниками бюджетних відносин. 
Об’єктом бюджетного контролю є відповідні бюджети (державний, місцеві) та бюджетна діяльність учасників бюджетних правовідносин.
Суб’єктами бюджетного контролю є органи державної влади, органи місцевого самоврядування, підприємства, установи, організації державної та комунальної форми власності, їх посадові особи. Суб’єктів бюджетного контролю прийнято поділяти на контролюючих (ті, хто контролює) та підконтрольних осіб (ті, кого контролюють).
Підконтрольними суб’єктами є органи державної влади, місцевого самоврядування, підприємства, установи, організації, які отримують, перераховують чи використовують бюджетні кошти.

## Бюджетний контроль в Україні
Контроль, відповідно до статті 26 Бюджетного кодексу України, забезпечує:
1. оцінку управління бюджетними коштами (включаючи проведення державного фінансового аудиту);
2. правильність ведення бухгалтерського обліку та достовірність фінансової і бюджетної звітності;
3. досягнення економії бюджетних коштів, їх цільового використання, ефективності і результативності в діяльності розпорядників бюджетних коштів шляхом прийняття обґрунтованих управлінських рішень;
4. проведення аналізу й оцінки стану фінансової і господарської діяльності розпорядників бюджетних коштів;
5. запобігання порушенням бюджетного законодавства та забезпечення інтересів держави у процесі управління об’єктами державної власності;
6. обґрунтованість планування надходжень і витрат бюджету.

Класифікація бюджетного контролю в Україні здійснюється за різними ознаками.
За суб’єктами бюджетного контролю виділяють:
- державний бюджетний контроль;
- місцевий бюджетний контроль;
- відомчий бюджетний контроль;
- внутрішній бюджетний контроль;
- громадський бюджетний контроль.

За часом проведення контрольних дій бюджетний контроль поділяться на:
- попередній бюджетний контроль;
- поточний бюджетний контроль;
- наступний бюджетний контроль.